# Котибар Басендеулы
Котиба́р Басенде́улы́ (каз. Көтібар Бәсендеұлы; погиб в 1833 году) — казахский батыр из рода шекты Младшего жуза, отец Есета Котибарова.

## Биография
Дата рождения Котибара Басендеулы неизвестна. Имя его, в буквальном переводе означающее «[у него] есть задница», Вамбери истолковывал в значении «счастливчик». В советское время при постановке пьесы «Айман — Шолпан» (1960, реж. А. Мамбетов), где Котибар был одним из главных героев, его имя поменяли на более благозвучное — Басыбар («[у него] есть голова»). В казахской и русской литературе встречаются несколько вариантов отчества Котибара: Басендеулы, Басенулы, Берсенулы, Басянов.
Котибар выступал против колониальной царской политики. В национально-освободительном восстании казахов под руководством Сырыма Датова возглавил небольшой повстанческий отряд, который совершал нападения на форпосты и крепости в районе нижнего течения реки Яик. Русский востоковед и военный Михаил Терентьев описывал его как «известного барантача».
Котибар Басендеулы погиб в бою с казахами-джагалбайлинцами во главе с батыром Жанкаской в 1833 году (в КНЭ — в 1823 году) в схватке у горы Берсугур. Существует предание о том, что Котибар не погиб в бою, а заблудился где-то в степи и умер, укрывшись в волчьей норе.
Правитель средней части Орды султан Юсуф (Жусип) Нуралиев опасался, что шектинцы будут мстить за гибель Котибара, и писал о необходимости предотвратить кровную месть. Джагалбайлинцы, которые после убийства Котибара остались окружёнными враждебными родами, понесли значительные потери. Междоусобица казахских родов в конечном счёте привела к усилению влияния внешних врагов (Российская империя, Хивинское и Кокандское ханство) в этом регионе.

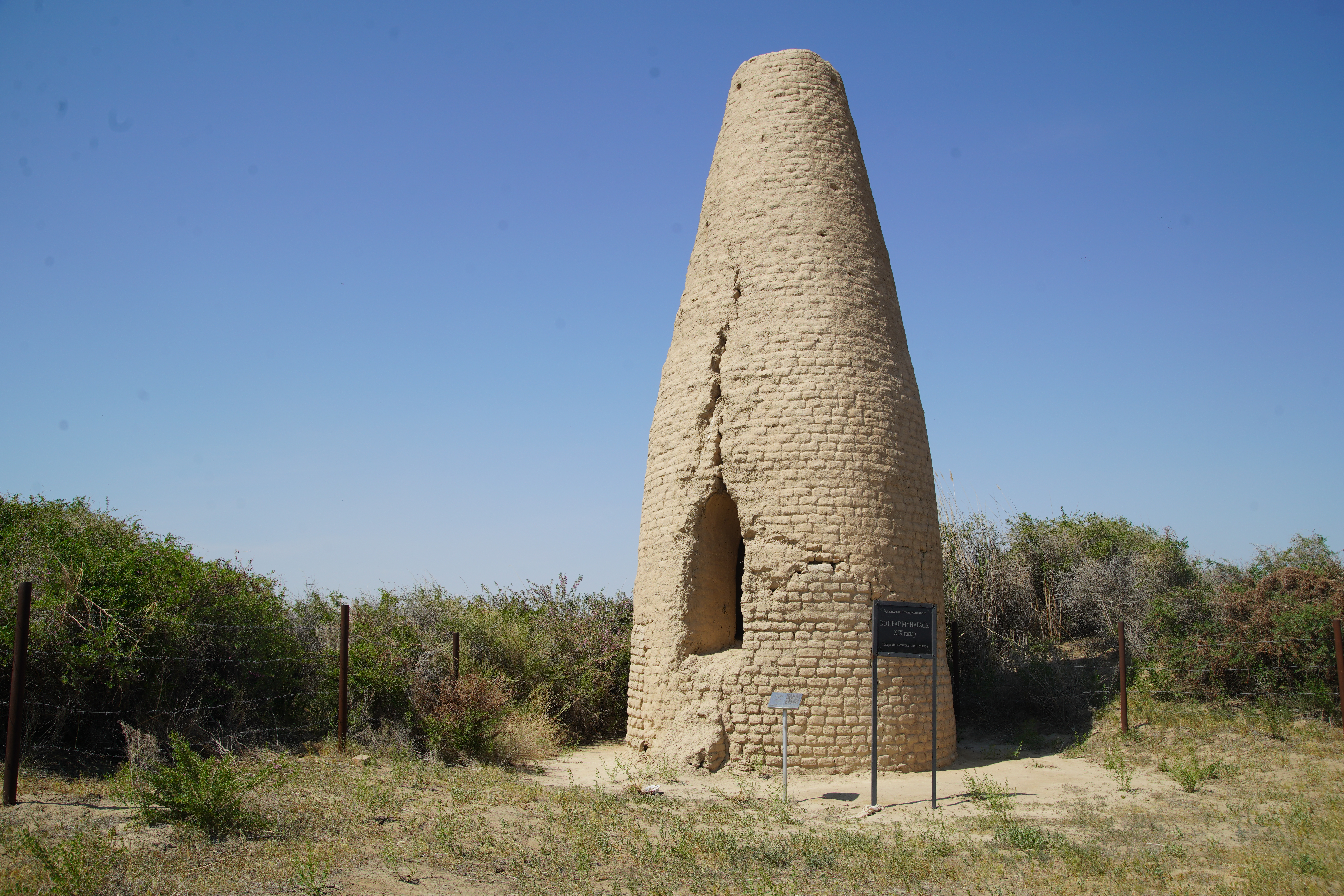
Башня Котибара

О Котибаре сложены легенды. Образ батыра воспет в народном эпосе «Айман — Шолпан» и воссоздан Мухтаром Ауэзовым в одноимённой пьесе. В 1869 году в честь Котибара неподалёку от его мавзолея была возведена башня Котибара. Башня в 1982 году была включена в список памятников истории и культуры республиканского значения и взята под охрану государства.

## Семья
Котибар Басендеулы был многоженцем, его младшую жену (токал) звали Тенге. У него было семь сыновей, которых звали Сиркебай, Сарыбай, Сатай, Шынтемир, Матай, Дарибай и Есет.

## Память
В честь него названо село Котибар в Аккемерском сельском округе Мугалжарского района Актюбинской области Казахстана. Его имя также носит средняя школа в этом селе.